# Abarenicola assimilis
Abarenicola assimilis is een borstelworm uit de familie Arenicolidae. De wetenschappelijke naam van de soort werd in 1897 gepubliceerd door Ernst Heinrich Ehlers.